# Goerodes ebenacanthus
Goerodes ebenacanthus är en nattsländeart som beskrevs av Ito 1992. Goerodes ebenacanthus ingår i släktet Goerodes och familjen kantrörsnattsländor. Inga underarter finns listade i Catalogue of Life.